# Okręty podwodne typu Circé (1907)
Okręty podwodne typu Circé – francuskie okręty podwodne z początku XX wieku i okresu I wojny światowej. W latach 1905–1909 w stoczni Arsenal de Toulon zbudowano dwa okręty tego typu. Jednostki weszły w skład Marine nationale w 1909 roku. Obie jednostki stracono: 7 lipca 1914 roku w wyniku kolizji „Circé” zatopiła „Calypso”, sama ginąc od torpedy austro-węgierskiego okrętu podwodnego SM U-47 20 września 1918 roku.

## Projekt i budowa
Okręty podwodne typu Circé zamówione zostały 8 października 1904 roku na podstawie programu rozbudowy floty francuskiej z 1904 roku. Jednostki zaprojektował inż. Maxime Laubeuf, powiększając swój poprzedni projekt (Aigrette) i dostosowując go do napędu dwuśrubowego.
Obie jednostki zbudowane zostały w Arsenale w Tulonie. Stępki okrętów położono w 1905 roku, a zwodowane zostały w 1907 roku. Nazwy okrętów nawiązywały do mitologicznych postaci: wróżbitki Kirke i nimfy Kalipso.
| Okręt           | Stocznia          | Początek budowy | Wodowanie            | Wejście do służby |
| --------------- | ----------------- | --------------- | -------------------- | ----------------- |
| „Circé” (Q47)   | Arsenal de Toulon | 1905            | 13 września 1907     | 1909              |
| „Calypso” (Q48) | Arsenal de Toulon | 1905            | 22 października 1907 | 1909              |

## Dane taktyczno–techniczne
Jednostki typu Circé były średniej wielkości okrętami podwodnymi o konstrukcji dwukadłubowej. Długość całkowita wynosiła 47,1 metra, szerokość 4,9 metra i zanurzenie 3 metry. Wyporność w położeniu nawodnym wynosiła 351 ton, a w zanurzeniu 491 ton. Okręty napędzane były na powierzchni przez dwa silniki Diesla MAN o łącznej mocy 630 koni mechanicznych (KM). Napęd podwodny zapewniały dwa silniki elektryczne Hillairet-Huguet o łącznej mocy 460 KM. Dwuśrubowy układ napędowy pozwalał osiągnąć prędkość 11,9 węzła na powierzchni i 7,7 węzła w zanurzeniu. Zasięg wynosił 2160 Mm przy prędkości 8 węzłów w położeniu nawodnym oraz 98 Mm przy prędkości 3,5 węzła pod wodą (lub 44 Mm przy prędkości 5,1 węzła). Dopuszczalna głębokość zanurzenia wynosiła 40 metrów.
Okręty wyposażone były w sześć zewnętrznych wyrzutni torped kalibru 450 mm (w tym dwie systemu Drzewieckiego), z łącznym zapasem 6 torped. Uzbrojenie artyleryjskie stanowiło działo pokładowe kal. 47 mm M1902 L/50. Załoga pojedynczego okrętu składała się z 22 oficerów, podoficerów i marynarzy.

## Przebieg służby
Oba okręty typu Circé zostały wcielone do służby w Marine nationale w 1909 roku. Jednostki otrzymały numery taktyczne Q47 i Q48. Oba okręty pełniły służbę na Morzu Śródziemnym. 7 lipca 1914 roku na redzie Tulonu „Circé” zderzył się przypadkowo z bliźniaczą „Calypso”, która zatonęła. Po wybuchu działań wojennych „Circé” operowała na Adriatyku. 25 maja 1917 roku okręt zatopił niemiecki podwodny stawiacz min SM UC-24. 20 września 1918 roku „Circé” zatonęła storpedowana nieopodal Kotoru przez austro-węgierski okręt podwodny SM U-47. Z załogi ocalała tylko jedna osoba. Okręt został odznaczony Krzyżem Wojennym.